# Giovanni Lanfranco (pallavolista)
Giovanni Lanfranco, detto Gianni (Torino, 9 maggio 1956), è un ex pallavolista italiano, di ruolo centrale.

## Carriera

### Giocatore

#### Club

Lanfranco (a destra) al CUS Torino nella stagione 1978-79

Dopo gli esordi nel calcio, nelle giovanili del Torino in cui si cimentò come portiere – «probabilmente, continuando col calcio non sarei riuscito a sfondare» –, e dei trascorsi scolastici nell'atletica leggera, iniziò a praticare la pallavolo con il CUS Torino, diventando titolare ad appena quindici anni e conquistando, nel 1972, la promozione in Serie A.
Con il suo importante apporto la squadra cussina di Franco Leone e Silvano Prandi arrivò ai vertici della pallavolo nazionale: festeggiò le vittorie di due scudetti (1978-79 e 1979-80) e della prima, storica Coppa dei Campioni vinta da una squadra non proveniente dall'Europa orientale, nell'edizione 1979-80.
Considerato «il primo vero talento del volley italiano», uno dei migliori pallavolisti europei della sua generazione nonché il solo giocatore italiano dell'epoca capace di ottenere una notorietà internazionale, in vista della stagione 1980-81 declinò l'interesse del campionato giapponese e si trasferì al Parma, all'epoca supportato economicamente dalla Parmalat, che gli garantì anche un impiego in azienda. Con i ducali vinse altri due scudetti (1981-82 e 1982-83), due Coppe Italia (1981-82 e 1982-83) e due Coppe dei Campioni (1983-84 e 1984-85).
Nel 1986 annunciò il ritiro dall'attività agonistica. Ritornò sui suoi passi nell'annata 1987-88, poiché richiesto dal CUS Torino; per averlo in squadra lo sponsor Bistefani gli offrì un lavoro nell'azienda di Casale Monferrato, dove vive tuttora.

#### Nazionale

Un attacco di Lanfranco (in alto) in nazionale, servito da Francesco Dall'Olio, nella finale del Campionato mondiale 1978

Esordì in nazionale l'8 aprile 1974, ad Ankara, a diciassette anni e undici mesi. Fu tra i titolari della squadra che vinse la prima medaglia olimpica della pallavolo italiana, il bronzo nell'edizione di Los Angeles 1984, oltre al secondo posto al mondiale di Roma nel 1978: in entrambe le rassegne ottenne il riconoscimento per il miglior «muro».
In totale vanta 245 presenze in azzurro.

### Dopo il ritiro
Al termine dell'attività professionistica è diventato amministratore di un'azienda che distribuisce articoli sportivi; inoltre negli anni seguenti si è dilettato ancora cone pallavolista in Serie D, nella squadra emiliana di Baganzola.

## Palmarès

### Club
- Campionato italiano: 4

1978-79, 1979-80, 1981-82, 1982-83
- Coppa Italia: 2

1981-82, 1982-83
- Coppa dei Campioni: 3

1979-80, 1983-84, 1984-85